# Rivoluzione bolivariana
La Rivoluzione bolivariana è un processo politico in atto in Venezuela iniziato dall'ex presidente del Venezuela Hugo Chávez, fondatore del Movimento Quinta Repubblica e successivamente del PSUV. Il nome deriva dal leader rivoluzionario Simón Bolívar, che nel XIX secolo intraprese guerre d'indipendenza in Venezuela e in America Latina dal dominio spagnolo.

## Storia
L'elezione di Chávez nel 1998 determinò una nuova era della politica venezuelana, la cosiddetta "quinta Repubblica": una nuova costituzione, un nuovo nome (República Bolivariana de Venezuela) e nuove relazioni tra le classi sociali ed economiche del paese. Nel 1999 il popolo venezuelano ha approvato con un referendum la nuova costituzione.
I sostenitori di Chávez, organizzatisi in assemblee di partito locali chiamate circulos bolivarianos ("circoli bolivariani"), definiscono il progetto simboleggiato dal presidente revolución bolivariana ("rivoluzione bolivariana"). Costoro mettono in evidenza gli sforzi realizzati dal governo per una più equa ripartizione del reddito a favore delle classi meno abbienti. I detrattori di Chávez lo accusano invece di essere un demagogo e di aver impoverito il paese con una politica fortemente nazionalista che ha determinato l'allontanamento dei capitali stranieri dal Venezuela e l'isolamento internazionale.
Il presidente ha dovuto fronteggiare pertanto forti opposizioni alle proprie politiche. Nel 2001 venne indetto uno sciopero nazionale dei lavoratori, seguito da un tentativo di colpo di Stato nell'aprile del 2002 e da un altro sciopero generale delle classi lavoratrici nel dicembre dello stesso anno. Quest'ultimo ha causato la chiusura della compagnia nazionale petrolifera (PDVSA) per due mesi con gravi conseguenze per l'economia venezuelana.
Nell'agosto 2004 Chávez ha indetto un referendum per la propria riconferma; il 59% dei votanti si è espresso a suo favore. Il risultato è stato contestato da uno studio statistico di Roberto Rigobón (MIT) e Ricardo Hausmann (Università di Harvard), che sostengono di aver trovato prove statistiche per cui il voto sarebbe stato manipolato. D'altro canto il Centro Carter e l'Organizzazione degli Stati americani hanno certificato il referendum come rappresentativo della volontà popolare, e lo stesso Jimmy Carter (molto criticato per questo) lo ha definito sicuramente più serio degli scrutini effettuati in Florida nel corso delle elezioni presidenziali americane del 2000.
Il presidente Chávez è stato rieletto alla fine del 2006 e del 2012, tra il progressivo deterioramento della situazione socio-economica del Venezuela.
Chávez è morto il 5 marzo 2013 ed è stato sostituito dal suo vice Nicolás Maduro, dopo elezioni non esenti da contestazioni.
| Controllo di autorità | GND (DE) 1156686342 · BNF (FR) cb14470015w (data) |